# Liancourt-Fosse
Liancourt-Fosse település Franciaországban, Somme megyében. Lakosainak száma 292 fő (2022. január 1.). Liancourt-Fosse Crémery, Étalon, Fonches-Fonchette, Fresnoy-lès-Roye és Hattencourt községekkel határos.

## Népesség
A település népességének változása:
| Lakosok száma | 287  | 294  | 298  | 301  | 298  | 295  | 292  | 292  | 292  |
|               | 2013 | 2015 | 2016 | 2017 | 2018 | 2019 | 2020 | 2021 | 2022 |